# Rob Penders
Rob Penders (Zaandam, 31 dicembre 1975) è un ex calciatore olandese, di ruolo difensore.
Cresciuto nell'RBC Roosendaal, nel gennaio 2000 il NAC Breda ne rileva il cartellino, militandovi per il successivo decennio.